# Jack Fier
Jack Fier (Brooklyn, 8 de novembre de 1896 - Los Angeles, 3 de març de 1966) va ser un productor de cinema estatunidenc. Va treballar en més de 140 pel·lícules entre 1938 i 1965.

## Filmografia parcial
- The Secret of Treasure Island (1938)
- The Great Adventures of Wild Bill Hickok (1938)
- The Spider's Web (1938)
- Smashing the Spy Ring (1938)
- Flying G-Men (1939)
- Mandrake the Magician (1939)
- Overland with Kit Carson (1939)
- Cafe Hostess (1940)
- Nobody's Children (1940)
- Sweetheart of the Campus (1941)
- The Pinto Kid (1941)
- The Blonde from Singapore (1941)
- Secrets of the Lone Wolf (1941)
- Stand By All Networks (1942)
- Frontier Fury (1943)
- Doughboys in Ireland (1943)
- Sergeant Mike (1944)